# كاميلي سانت سير
كاميلي سانت سير (بالإنجليزية: Camille St. Cyr)‏ هي منتجة أفلام أمريكية، ولدت في 25 يناير 1975.

## وصلات خارجية
- كاميلي سانت سير على موقع IMDb (الإنجليزية)
- كاميلي سانت سير على موقع قاعدة بيانات الفيلم (الإنجليزية)